# 후쿠다 슌스케
후쿠다 슌스케(일본어: 福田 俊介, 1986년 4월 17일 ~ )는 일본의 축구 선수이다.

## 구단 경력
그는 2009년부터 2019년까지 J리그의 오미야 아르디자, 카탈레 도야마, 기라반츠 기타큐슈, 더스파구사쓰 군마에서 활동하였다.